# Раздан (комп'ютер)

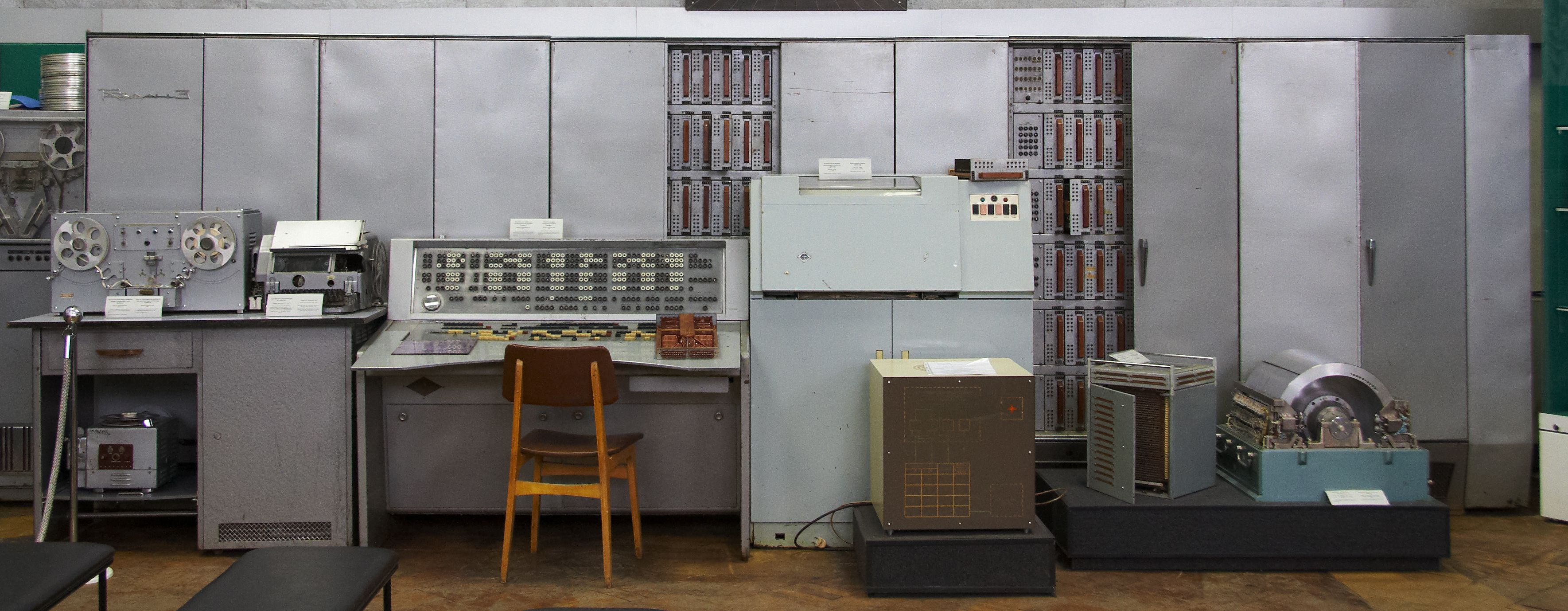
Раздан-3 у Політехнічному музеї

«Раздан» — сімейство електронних обчислювальних машин загального призначення, розроблених Єреванським науково-дослідним інститутом математичних машин в період з 1958 по 1966 роки. Побудоване за великоблоковим принципом на напівпровідникових елементах імпульсно-потенціального[уточнити] типу. «Раздан-2» була першою серійною машиною другого покоління.

## «Раздан-1»
Про першу машину серії інформації майже не збереглось. За деякими даними, її було створено у 1958 році під керівництвом Ф.Т. Саркісяна. В інших джерелах сказано про те, що державна комісія прийняла її у 1960 році.

## «Раздан-2»
ЕОМ «Раздан-2» серійно випускалась з 1961 року. Вона базувалась на документації до машин М-3, переданій до Єревану з лабораторії І.С.Брука.
Характеристики:
- Швидкодія близько 5 тис. операцій на секунду.
- Система команд — двохадресна, форма представлення чисел — двійкова з рухомою комою. Кількість розрядів коду команди — 36.
- Кількість основних команд — 17[5].
- Ємність оперативної пам’яті 2048 чисел, цикл звертання 20 мксек.
- Ємність зовнішнього запам’ятовувального пристрою на магнітній стрічці складає 120000 чисел або команд.

Для введення інформації використовувався фотозчитувальний пристрій зі швидкістю вводу до 35 чисел на секунду.

## «Раздан-3»
ЕОМ «Раздан-3» серійно випускалась з 1966 року. Основними особливостями стали блокове збільшення оперативного та зовнішнього запам’ятовувального пристроїв, розвинена внутрішня мова, апаратний контроль за корекцією одиничної помилки. Система переривань дозволила суміщувати виконання команд введення-виведення з роботою арифметичного пристрою.
Характеристики:
- Швидкодія 15-20 тис. операцій на секунду (за іншими даними[6] 20-25 тис. операцій на секунду)
- ОЗП матричного типу ємністю 2х16 тисяч 50-розрядних слів з циклом звертання 8 мксек
- Зовнішній запам’ятовувальний пристрій на магнітній стрічці ємністю 320 тисяч слів або на магнітному барабані ємністю 7500 слів. До машини можна було підмикати до 16 пристроїв на барабанах або стрічках.

Для вводу інформації використовувались перфоровані стрічки або перфокарти.